# 후카다촌 (히로시마현)
후카다촌(深田村)은 히로시마현 미쓰기군에 있던 촌이다. 현재의 미하라시, 오노미치시의 일부에 해당한다.